# Alessandro Centofanti
Alessandro Centofanti (Sulmona, 23 giugno 1952 – Roma, 10 novembre 2014) è stato un tastierista e pianista italiano.

## Biografia
Sposato con Flaminia Palazzo Oddo, era padre di due figli, Federico (nato dal primo matrimonio con Gloria Martino, figlia di Bruno Martino) ed Anastasiya.
Viveva a Roma dal 1963.
Malato da tempo, è scomparso nel 2014 all'età di 62 anni.

## Carriera
Iniziò la sua carriera agli inizi degli anni settanta con Claudio Baglioni, collaborò poi con Francesco de Gregori (Alice), Ron (Il gigante e la bambina), Rino Gaetano ("I love you Marianna") e Mia Martini ("Oltre la collina"). Fece parte del Buon vecchio Charlie (con Richard Benson), con il quale registrò un album, e successivamente dei Libra, formazione pop rock con elementi jazz, con i quali realizzò due album per la Motown Records ed uno con la Ricordi.
Nel 1975, trascorse un lungo periodo negli Stati Uniti sempre con i Libra, suonando come supporter a Frank Zappa, Chicago, The Spirits, The Tubes, Steppenwolf.
Fin dagli inizi della sua carriera, oltre ad approfondire lo studio e l'uso dell'organo Hammond (suo strumento primario), dedicò molte energie allo sviluppo ed all'applicazione delle neonate tecnologie elettroniche alla musica, divenendo uno dei pionieri in Italia nell'uso dei sintetizzatori e successivamente dei software musicali.
Rientrato in Italia nel 1976, iniziò una lunga ed intensa collaborazione con l'RCA Italiana, sia come session man che come arrangiatore.
Ha collaborato a numerose produzioni (sia in studio che live) con artisti italiani e stranieri, tra cui: Renato Zero, 1977 (Zerofobia), 1978 (Zerolandia), 1979 (EroZero), 1987 (Zero), 1993 (Quando non sei più di nessuno), 1994 (L'imperfetto), 1995 (Sulle tracce dell'imperfetto), Anna Oxa. 1978 (Un'emozione da poco), Riccardo Cocciante, 1980 (Cervo a Primavera), 1982 (Cocciante), 1983 (Sincerità) Gianni Morandi, Rino Gaetano, 1973 (I love you Marianna), 1979 ( Resta vile maschio dove vai?), 1980 (E io ci sto) Lucio Dalla, 1977 (Com'è profondo il mare) Mia Martini, 1971 (Oltre la collina), 1976 (che vuoi che sia... se t'ho aspettato tanto), 1990 (La mia razza) Perigeo, Nada, 1979 (Nada) Roberto Vecchioni, Adriano Celentano, Wess Johnson e Dori Ghezzi, Alan Sorrenti, Gianni Togni, Mimmo Cavallo, Schola Cantorum, Eugenio Bennato, Teresa De Sio, Amii Stewart, Mike Francis, Fiorella Mannoia, Loredana Bertè, Luca Barbarossa, Ivan Cattaneo, Franco Battiato, Giuni Russo, Ivan Graziani, Ivano Fossati, Flavia Fortunato, Eduardo De Crescenzo, Zucchero Fornaciari, Paola Turci, Bruno Martino, 1991 (Lasciamo che sia il tempo) Amedeo Minghi, Sandro Giacobbe, El Puma, Banco del Mutuo Soccorso, Francesco Di Giacomo, Shel Shapiro, Sam Moore, Solomon Burke, Eddie Floyd, Giorgia, Gli Io vorrei la Pelle Nera, Los Reyes, Alex Baroni, Nino D'Angelo, Alessandro Safina, Buddy Miles, Gato Barbieri, Roberto Gatto, Danilo Rea, Maurizio Giammarco, Marcello Rosa, Enzo Pietropaoli, Giovanni Tommaso, Fabrizio Bosso, Gianfranco Continenza, Mark Egan, Tetsuo Sakurai, Bob Mintzer, Alex Britti, Enzo Gragnaniello, Rossana Casale, Chrissie Hynde, Daniele Silvestri, Laura Pausini, Noa, Billy Preston.
Ha collaborato alla realizzazione di diverse colonne sonore cinematografiche con Ennio Morricone, Riz Ortolani, Luis Bacalov, Pino Donaggio ed altri autori. Per le sigle televisive ha realizzato nel 1981 un brano molto apprezzato dagli appassionati, ovvero Supercar Gattiger, su testo di G. Martino.
Nel 1980 è stato premiato con il Telegatto come miglior session-man per la stagione discografica 1979-80, da quello stesso anno è diventato stretto collaboratore e pianista di Antonello Venditti, partecipando a tutte le sue produzioni discografiche e alle sue tournée; per il cantautore romano ha realizzato ed arrangiato Ricordati di me, Alta Marea, Amici mai e Dolce Enrico.
Inoltre Centofanti collaborava da diversi anni con il Saint Louis Music College di Roma ed è stato uno dei direttori artistici di Urban 49, l'etichetta discografica del Centro di Produzione Artistica della scuola. Dal 2010 al 2014 faceva parte dei Linea Kids.